# Kevin Schwantz
Kevin Schwantz (ur. 19 czerwca 1964 w Houston w stanie Teksas) – amerykański kierowca motocyklowy. Mistrz Świata najwyższej kategorii MotoGP z 1993 roku. Przez całą karierę związany z ekipą Suzuki.

## Kariera

### Początki w 500 cm³
Schwantz zadebiutował w MotoGP w klasie 500 cm³ podczas GP Holandii. Łącznie wystartował w zaledwie trzech rundach, ostatecznie zdobywając dwa punkty, które dały mu 22. pozycję w generalce. W kolejnym sezonie ponownie zaliczył tylko trzy wyścigi, jednak ze zdecydowanie lepszym skutkiem. Jedenaście punktów dało mu 16. lokatę na koniec sezonu. 

### Pełny angaż
Dzięki dobrym wynikom został zatrudniony już jako etatowy kierowca na cały sezon. Od razu pokazał się z bardzo dobrej strony, stając czterokrotnie na podium (w tym dwa zwycięstwa) oraz zdobywając dwa najszybsze okrążenia. Ostatecznie zakończył rok z pokaźną sumą 119 "oczek" na 8. pozycji. Drugi pełny sezon był jeszcze lepszy w wykonaniu Kevina. Wygrał wówczas 6 GP, łącznie stając dziewięciokrotnie na podium, zdobył też 9 pole position oraz 8 "fast-lapów". Zdołał w tym czasie uzbierać aż 162,5 punktów, co dało mu 4. lokatę w końcowej klasyfikacji. Trzeci pełny rok w pięćsetkach był już wicemistrzowski z dorobkiem 188 "oczek", 10 miejsc w trójce (w tym 5 triumfów), 7 startów z pierwszego miejsca oraz 6 najszybciej pokonanych okrążeń. Sezon 1991 był jeszcze lepszy od poprzedniego. Zdołał wtedy po raz pierwszy w karierze zdobyć ponad 200 punktów (204). Wygrał również 5 wyścigów, 5 pierwszych pół oraz cztery "fast-lapy". Jednak mimo to zajął dopiero trzecią lokatę na koniec sezonu. Kolejny rok był już wyraźnie słabszy od poprzednich. Zdobył zaledwie 99 "oczek", z czego tylko trzykrotnie zaliczył podium (jedno zwycięstwo), zdobył również po jednym pole position i najszybszym okrążeniu.

### Zdobycie tytułu
Po dość ciężkim roku Amerykanin odpłacił sobie pierwszym i jedynym tytułem mistrzowskim z dorobkiem aż 248 punktów, 11 podiów (w tym 4 zwycięstwa), 6 pole position oraz 2 najszybszych okrążeń. Zadanie ułatwił mu ciężki wypadek jego największego rywala, Wayne'a Raineya, który nie mógł startować w dalszej części "cyrku MotoGP".

### Nieudana obrona tytułu i ostatnie lata
Obrona tytułu niestety zakończyła się zdecydowaną porażką. Mimo 11 miejsc w pierwszej trójce (tyle samo, co w mistrzowskim roku, jednak z dwoma trumfami), 6 pierwszych pól startowych i 3 najszybszych okrążeń zdobył zaledwie 168 "oczek", które dały mu dopiero czwartą pozycję w generalce. W ostatnim roku w Motocyklowych Mistrzostwach Świata wystartował ponownie, jak na początku swej kariery, w zaledwie trzech rundach. Pokazał jednak klasę i duże doświadczenie do wczesnych lat, zdobywając 34 punkty. Nie zdołał jednak zaliczyć podium, a jego ostatnim GP był wyścig w Wielkiej Brytanii.

### Statystyki liczbowe
System punktowy od 1969 do 1987:
| Pozycja | 1  | 2  | 3  | 4 | 5 | 6 | 7 | 8 | 9 | 10 |
| Punkty  | 15 | 12 | 10 | 8 | 6 | 5 | 4 | 3 | 2 | 1  |

System punktowy od 1987 do 1992:
| Pozycja | 1  | 2  | 3  | 4  | 5  | 6  | 7 | 8 | 9 | 10 | 11 | 12 | 13 | 14 | 15 |
| Punkty  | 20 | 17 | 15 | 13 | 11 | 10 | 9 | 8 | 7 | 6  | 5  | 4  | 3  | 2  | 1  |

System punktowy od 1993:
| Pozycja | 1  | 2  | 3  | 4  | 5  | 6  | 7 | 8 | 9 | 10 | 11 | 12 | 13 | 14 | 15 |
| Punkty  | 25 | 20 | 16 | 13 | 11 | 10 | 9 | 8 | 7 | 6  | 5  | 4  | 3  | 2  | 1  |

| Rok  | Klasa   | Zespół              | Motocykl      | 1     | 2       | 3       | 4       | 5       | 6       | 7      | 8       | 9       | 10      | 11      | 12      | 13      | 14      | 15      | Punkty | Pozycja | Zwycięstwa |
| ---- | ------- | ------------------- | ------------- | ----- | ------- | ------- | ------- | ------- | ------- | ------ | ------- | ------- | ------- | ------- | ------- | ------- | ------- | ------- | ------ | ------- | ---------- |
| 1986 | 500 cm³ | Rizla-Suzuki        | Suzuki RG500  | ESP - | NAT -   | GER -   | AUT -   | YUG -   | NED Ret | BEL 10 | FRA Ret | GBR -   | SWE -   | RSM 10  |         |         |         |         | 2      | 22      | 0          |
| 1987 | 500 cm³ | Heron-Suzuki        | Suzuki RGV500 | JPN - | ESP 5   | GER -   | NAT 8   | AUT -   | YUG -   | NED -  | FRA 9   | GBR -   | SWE -   | CZE -   | RSM -   | POR -   | BRA -   | ARG -   | 11     | 16      | 0          |
| 1988 | 500 cm³ | Pepsi Suzuki        | Suzuki RGV500 | JPN 1 | USA 5   | ESP Ret | EXP Ret | NAT 4   | GER 1   | AUT 4  | NED 8   | BEL Ret | YUG -   | FRA 3   | GBR Ret | SWE 12  | CZE Ret | BRA 3   | 119    | 8       | 2          |
| 1989 | 500 cm³ | Pepsi Suzuki        | Suzuki RGV500 | JPN 1 | AUS Ret | USA 2   | ESP Ret | NAT Ret | GER Ret | AUT 1  | YUG 1   | NED Ret | BEL 2   | FRA 2   | GBR 1   | SWE Ret | CZE 1   | BRA 1   | 162.5  | 4       | 6          |
| 1990 | 500 cm³ | Lucky Strike Suzuki | Suzuki RGV500 | JPN 3 | USA Ret | ESP 3   | NAT 2   | GER 1   | AUT 1   | YUG 2  | NED 1   | BEL 7   | FRA 1   | GBR 1   | SWE Ret | CZE Ret | HUN 3   | AUS Ret | 188    | 2       | 5          |
| 1991 | 500 cm³ | Lucky Strike Suzuki | Suzuki RGV500 | JPN 1 | AUS 5   | USA 3   | ESP Ret | ITA 7   | GER 1   | AUT 3  | EUR 4   | NED 1   | FRA 4   | GBR 1   | RSM 2   | CZE 5   | VDM 1   | MAL DNS | 204    | 3       | 5          |
| 1992 | 500 cm³ | Lucky Strike Suzuki | Suzuki RGV500 | JPN 3 | AUS 4   | MAL DNS | ESP 4   | ITA 1   | EUR 4   | GER 2  | NED DNF | HUN 4   | FRA Ret | GBR Ret | BRA 7   | RSA 5   |         |         | 199    | 4       | 1          |
| 1993 | 500 cm³ | Lucky Strike Suzuki | Suzuki RGV500 | AUS 1 | MAL 3   | JPN 2   | ESP 1   | AUT 1   | GER 2   | NED 1  | EUR 3   | RSM 2   | GBR Ret | CZE 5   | ITA 3   | USA 4   | FIM 3   |         | 248    | 1       | 4          |
| 1994 | 500 cm³ | Lucky Strike Suzuki | Suzuki RGV500 | AUS 4 | MAL 6   | JPN 1   | ESP 2   | AUT 2   | GER 2   | NED 5  | ITA 3   | FRA Ret | GBR 1   | CZE 7   | USA -   | ARG -   | EUR -   |         | 169    | 4       | 2          |
| 1995 | 500 cm³ | Lucky Strike Suzuki | Suzuki RGV500 | AUS 5 | MAL 4   | JPN 6   | ESP -   | GER -   | ITA -   | NED -  | FRA -   | GBR -   | CZE -   | BRA -   | ARG -   | EUR -   |         |         | 34     | 15      | 0          |